# Prag 1
Prag 1 ist ein Verwaltungsbezirk der tschechischen Hauptstadt Prag. Der Bezirk liegt im historischen Zentrum der Stadt zu beiden Seiten der Moldau.

## Gliederung
Der erste Prager Verwaltungsbezirk umfasst die Prager Altstadt (129 ha) und Josefov (8,8 ha) vollständig, sowie mit Ausnahme eines kleinen südlichen Ecks die gesamte Kleinseite (130 ha), außerdem einen großen Teil des Hradschin (105 ha) und den an die Altstadt grenzenden nördlichen Bereich der Prager Neustadt (175 ha). Außerdem gehören kleine Teile von Holešovice und Vinohrady zu Prag 1.

## Geschichte

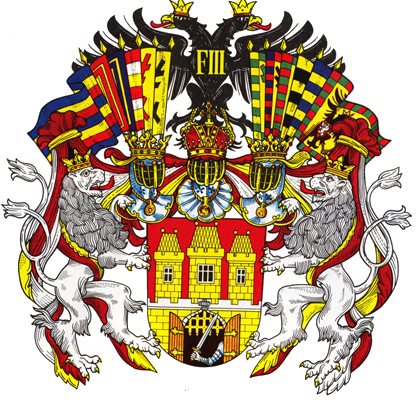
Wappen der königlichen Hauptstadt Prag

Am 12. Februar 1784 wurden die vier selbstständigen Städte Altstadt, Neustadt, Kleinseite und Hradschin durch ein Dekret Josephs II. zur königlichen Hauptstadt Prag (Královské hlavní město Praha) vereint. Somit entstanden vier Bezirke, die mit römischen Ziffern (I-IV) bezeichnet wurden. Die Josephstadt (Josefov) wurde im Jahr 1850 als fünfter (V.) Bezirk angegliedert. Ungeachtet zahlreicher folgender Erweiterungen des Stadtgebiets blieb dieser Zustand bis zum Jahr 1949 erhalten, in dem eine umfassende Neugliederung vorgenommen wurde. Die Altstadt, die Kleinseite und die Josephstadt, ein Teil des Hradschin und Holešovices wurden zum neuen Bezirk Prag 1 vereint. Nach einer neuerlichen Reform im Jahr 1960 erhielt der Bezirk seine heutige Gestalt.
Der Bezirk ist in etwa deckungsgleich mit dem als UNESCO-Welterbe eingetragenen mittelalterlichen Kern der Stadt. Aus diesem Grund befinden sich hier die bekanntesten touristischen Ziele der Stadt wie die Prager Burg, die Karlsbrücke, der Altstädter Ring und zahlreiche andere.

## Städtepartnerschaften
- Nîmes, Frankreich
- Bamberg, Deutschland
- Trient, Italien
- Ferrara, Italien
- Monza, Italien
- Altstadt von Bratislava, Slowakei
- 1. Wiener Gemeindebezirk, Österreich
- I. Budapester Bezirk, Ungarn
- Rosch haAjin, Israel
- Batumi, Georgien
- Stadtbezirk Jongno in Seoul, Südkorea
- Stadtbezirk Chaoyang in Peking, China